# Nerf interosseux antébrachial antérieur
Le nerf interosseux antébrachial antérieur (ou nerf interosseux antérieur de l'avant-bras) est un nerf de l'avant-bras.

## Origine
Le nerf interosseux antébrachial antérieur est une branche du nerf médian qui nait dans le tiers supérieur de son trajet antébrachial. Ses racines nerveuses proviennent de C8 et T1.

## Trajet
Le nerf interosseux antébrachial antérieur accompagne l'artère interosseuse antérieure le long de la partie antérieure de la membrane interosseuse de l'avant-bras, dans l'espace entre le muscle long fléchisseur du pouce et le muscle fléchisseur profond des doigts.
Il innerve le muscle long fléchisseur du pouce et la moitié radiale du muscle fléchisseur profond des doigts.
Il se termine en bas dans le muscle carré pronateur et dans l'articulation du poignet.

## Zone d'innervation
Le nerf interosseux antébrachial antérieur innerve les muscles profonds de l'avant-bras :
- le muscle long fléchisseur du pouce
- le muscle carré pronateur
- la moitié radiale du muscle fléchisseur profond des doigts correspondant aux insertion sur les deuxième et troisième doigts.

Il envoie également des rameaux à l'articulation radio-ulnaire distale, à l'articulation radio-carpienne et aux articulations du carpe.

## Aspect clinique
Le nerf interosseux antébrachial antérieur peut être lésé par traumatisme ou un phénomène compressif. Cela fait apparaître un syndrome du nerf interosseux antérieur.
À la suite d'une lésion nerveuse périphérique du nerf ulnaire, le nerf interosseux antébrachial antérieur souvent utilisé comme branche donneuse pour ré-innerver les muscles paralysés.